# Paul Hildebrandt (Politiker)
Paul Hildebrandt (* 1. August 1889 in Meiningen; † 8. Januar 1948 ebenda) war ein deutscher Gewerkschaftsfunktionär, Kommunalpolitiker (USPD/SPD/SED) und Häftling im KZ Buchenwald.

## Leben
Hildebrandt stammte aus einer Arbeiterfamilie. Sein Vater war Weichenwärter bei der Eisenbahn. Paul besuchte die Volksschule, und danach absolvierte er ab 1904 eine Lehre zum Bauschlosser. 1907 wurde er Mitglied im Deutschen Metallarbeiter-Verband (DMV), und 1909 trat er in die SPD ein. Von 1909 bis 1913 leistete er Militärdienst in Wilhelmshaven. Anschließend war er bis zum Beginn des Ersten Weltkriegs bei der Errichtung der neuen Hauptwerkstätte der Preußischen Staatsbahn in Meiningen als Bauschlosser tätig. Während des Krieges wurde er als Soldat zur Marine eingezogen. 1918 trat Hildebrandt in die USPD ein. Nach dem Krieg arbeitete er bis 1930 als Schlosser im Reichsbahnausbesserungswerk (RAW) Meiningen, wo er zeitweise Betriebsratsvorsitzender war. 1918 wurde er mit dem Mandat der USPD in den Stadtrat gewählt. 1922 ging er wieder zur SPD zurück. Von 1930 bis 1933 war er als hauptamtlicher Gewerkschaftssekretär im Einheitsverband der Eisenbahner Deutschlands (EdED) in Meiningen. Dem freigewerkschaftlichen Eisenbahnerverband gehörte er bereits seit 1919 an – für den EdED hatte er zuvor eine Reihe ehrenamtlicher Funktionen auf lokaler Ebene übernommen. Zugleich war Hildebrandt von 1930 bis 1933 Zweiter Vorsitzender des ADGB in Meiningen.
Hildebrandt wurde 1931 zu drei Monaten Haft verurteilt, da er Versammlungen der NSDAP gestört hatte.
Nach dem Machtantritt der NSDAP wurde er mehrmals in „Schutzhaft“ genommen. Aus politischen Gründen wurde er entlassen und war bis 1936 arbeitslos. Bis 1940 arbeitete Hildebrandt als selbständiger Ofenreiniger. Währenddessen setzte er den Widerstand gegen das NS-System fort, unter anderem mit der Bildung einer Wandergruppe zusammen mit Wilhelm Hemming, in der die Teilnehmer ungestört und gesichert vor Verrat politisch diskutieren konnten. In der illegalen Gruppe der Eisenbahngewerkschafter um Hans Jahn übernahm Hildebrandt die Funktion des Leiters für den Gau Thüringen. Am 27. Juli 1938 wurde Hildebrandt wegen des Verdachts auf „Vorbereitung zum Hochverrat“ festgenommen. Hildebrandt war für kurze Zeit in Stuttgart in Haft. Am 24. Juli 1940 nahm die Gestapo Hildebrandt wegen des Vorwurfs einer Betätigung für illegale eisenbahngewerkschaftliche Strukturen des EdED fest. Er kam in Untersuchungshaft und wurde am 6. August 1940 vom Sondergericht Jena zu einer Gefängnisstrafe verurteilt. Vom 13. August 1940 bis 21. November 1940 war Hildebrandt im Strafgefängnis Eisenach und vom 9. Januar 1941 bis 10. Januar 1943 in den Strafanstalten Hamm und Kassel inhaftiert. Im Zusammenhang mit der „Aktion Gitter“ inhaftierten ihn die NS-Verfolger erneut. Er war vom 22. August 1944 bis 7. Mai 1945 Häftling des KZ Buchenwald (Häftlingsnummer 81941). Hier gehörte er im April 1945 zu den Unterzeichnern des „Buchenwalder Manifests“.
Nach dem Ende der NS-Gewaltherrschaft wurde Hildebrandt zum Landrat des Kreises Meiningen berufen. Von 1945 bis 1946 war er zugleich Vorsitzender des SPD-Ortsverbandes, wurde durch die Vereinigung von SPD und KPD 1946 Mitglied der SED und war in diesen Jahren auch Mitglied des Landesvorstands seiner Partei. Mehrfach versuchten intolerante Kräfte aus der Verwaltung, Hildebrandt aus dem Amt zu drängen, aber das SED-Landessekretariat nahm ihn in Schutz. Als er unerwartet an einem Herzinfarkt verstarb, versammelte sich die Bevölkerung massenhaft bei seinem Begräbnis hinter seinem Sarg.

## Ehrungen
- In Bad Salzungen wurde eine Straße nach Paul Hildebrandt benannt.
- In Wernshausen trägt ein Kinderheim seinen Namen.[3]